# Ewa Zagata
Ewa Zagata, po mężu Łuc (ur. 17 maja 1970 w Zakopanem) – alpejka, olimpijka z Alberville 1992.
W latach kariery zawodniczej 1977-1995 reprezentantka zakopiańskich klubów: SNPTT i AZS.
Mistrzyni Polski w:
- slalomie specjalnym w latach 1989, 1993
- slalomie gigancie w latach 1988, 1993
- supergigancie w latach 1988, 1989, 1991
- kombinacji alpejskiej w latach 1992, 1994

Wicemistrzyni kraju: w zjeździe (1991-1992), slalomie gigancie (1990) i super gigancie (1992).
Uczestniczka Mistrzostw Świata w 1991, gdzie zajęła 34. miejsce w slalomie specjalnym, 45. miejsce w slalomie gigancie.
Dwukrotnie reprezentowała Polskę na Zimowej Uniwersjadzie: w Sapporo w 1991 r, gdzie zajęła 11. miejsce w slalomie gigancie, oraz w 1995 w hiszpańskiej Jacy, gdzie zajęła 9. miejsce w slalomie specjalnym i 11. miejsce w slalomie gigancie.
Na igrzyskach olimpijskich w 1992 roku nie ukończyła slalomu specjalnego, a w slalomie gigancie zajęła 29. miejsce.